# Пара лелек
«Пара лелек» — скульптурна композиція в м. Тернополі представлена двома лелеками, що сплелися крилами над гніздом, де лежить сповите немовля.

## Відомості
Скульптурна композиція встановлена у сквері між Тернопільським замком і майданом Волі та подарована подружжям Романом та Оксаною Заставними у 2010 році. Висота пам'ятника — 3 метри, виготовлений він із бронзи.
Автором пам'ятки є відомий київський архітектор Сергій Лебединський. Ще до встановлення митець випадково потрапив до Тернополя і закохавшись у місто вирішив чимось його прикрасити. Зробивши макет, архітектор запропонував його меру міста, на що той охоче відгукнувся. Відтак і постала ця композиція — символ родини, молодості, добра та щастя.
Місце для композиції було обрано також не випадково, адже поруч розташований пологовий будинок. Власне, серед перших до фото біля «Пари лелек» ставали саме діти, присутні на святі та вагітні жінки, котрі гуляли того дня поруч.
За час існування композиції з'явилася традиція — всі молодята гладять лелек, дотикаються до немовляти у гнізді, щоб лелеки не забули і їхню сім'ю.